# Ever and Ever
Singles par Yuki Uchida
Shiawase ni Naritai
(1996) Aishiteru
(1997)
Ever and Ever  (stylisé EVER & EVER) est un single interprété en duo par Yuki Uchida et le rappeur m.c.A・T. Généralement considéré comme le sixième single de la chanteuse, il sort le 17 juillet 1996 au Japon sur le label King Records, six mois après son précédent single Shiawase ni Naritai. Il atteint la 8e place du classement Oricon, et reste classé pendant douze semaines, se vendant alors à 232 000 exemplaires.
La chanson-titre, écrite par m.c.A・T et Tetsuya Komuro et composée par Komuro et Akio Togashi, a été utilisée comme thème musical du drama Tsubasa wo Kudasai! dont Yuki Uchida est la vedette. Une version remixée figure en face B du single. Elle ne figurera sur le prochain album de la chanteuse, Nakitakunalu qui sort trois mois plus tard, qu'en "titre bonus", dans une version ré-orchestrée par Randy Waldman (en), sous le titre Ever & Ever (Randy Waldman Strings Mix). Une autre version figurera sur l'album Crossover de m.c.A・T qui sort en fin d'année, sous le titre Ever & Ever (and now). Elle figurera par la suite dans sa version originale sur les compilations de la chanteuse : Present de fin 1997 et Perfect Best de 2010.

## Liste des titres
1. Ever & Ever (Original mix)
2. Ever & Ever (Get up & Dance mix)
3. Ever & Ever (Instrumental)